# Nephodia crypsiscia
Nephodia crypsiscia là một loài bướm đêm trong họ Geometridae.